# San Andreas (film)
San Andreas är en amerikansk katastrof-, action- och äventyrsfilm som hade världspremiär 29 maj 2015 och är regisserad av Brad Peyton med Dwayne Johnson i huvudrollen.
Inspelningarna påbörjades den 22 april 2014 i Queensland, Australien och avslutades 27 juni samma år i San Francisco, Kalifornien, USA.

## Handling
Efter att en förödande jordbävning ödelagt stora delar av Kalifornien försöker räddningspiloten Ray Gaines (Dwayne Johnson) och hans ex-fru Emma (Carla Gugino) lämna Los Angeles för att bege sig mot San Francisco i för att försöka rädda sin dotter Blake (Alexandra Daddario).

## Rollista
| Dwayne Johnson      | – Ray Gaines         |
| Carla Gugino        | – Emma, Rays ex-fru  |
| Alexandra Daddario  | – Blake, Rays dotter |
| Paul Giamatti       | – Lawrence           |
| Ioan Gruffudd       | – Daniel Riddick     |
| Archie Panjabi      | – Serena             |
| Hugo Johnstone-Burt | – Ben                |
| Art Parkinson       | – Ollie              |
| Colton Haynes       | – Joby               |
| Todd Williams       | – Marcus Crowlings   |
| Matt Gerald         | – Harrison           |
| Will Tun Lee        | – Dr. Kim Chung      |
| Kylie Minogue       | – Susan Riddick      |
| Morgan Griffin      | – Natalie            |